# 증산로 (김천시)
증산로(Jeungsan-ro)는 경상북도 김천시 대덕면 대덕교차로에서 김천시 증산면 은적1교 를 잇는 도로이다.

## 주요 경유지
경상북도
- 김천시 (대덕면 . 증산면)

## 노선
| 이름          | 접속 노선                  | 소재지 | 소재지 | 비고 |
| ------------- | -------------------------- | ------ | ------ | ---- |
| 대덕 교차로   | 국도 제3호선 (남김천대로)  | 김천시 | 대덕면 |      |
| 대덕삼거리    |                            | 김천시 | 대덕면 |      |
| 추량교        |                            | 김천시 | 대덕면 |      |
| (이름없음)    | 지방도 제903호선 (증산1로) | 김천시 | 증산면 |      |
| 옥동교        |                            | 김천시 | 증산면 |      |
| 은적1교       |                            | 김천시 | 증산면 |      |
| 성주로와 직결 |                            |        |        |      |

## 주요 건물 및 시설
- S-OIL 증산주유소 (증산로 1039/유성리 195-1)